# Agustí Esteve i Marquès

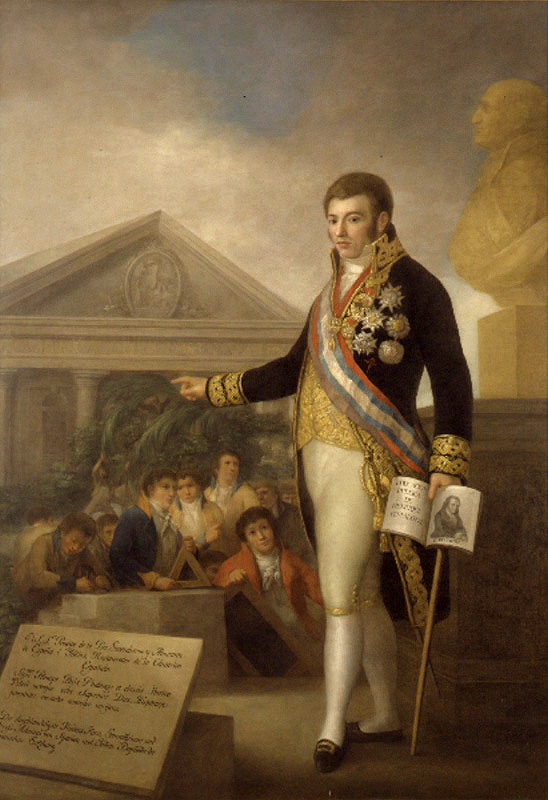
Retrat de Manuel Godoy com a fundador de l'institut Pestalozzi, Museu de Belles Arts de València.

Agustí Esteve i Marquès (València, 12 de maig de 1753 - València, c. 1820) va ser un pintor valencià. Va treballar principalment per a la cort de Madrid. Va ser deixeble de Francisco de Goya i és considerat com un dels millors retratistes espanyols de finals del segle xviii i principis del segle xix.

## Biografia
Era l'únic fill mascle del pintor de retaules Agustí Esteve i Torralba i de María Marqués. La seua família, de destacada tradició artística, també va donar l'escultor Josep Esteve i Bonet, cosí d'Agustí, i el gravador Rafael Esteve i Vilella, nebot del pintor. Estudià a la Reial Acadèmia de Belles Arts de Sant Carles de València, on va guanyar un primer premi de dibuix, i on va romandre entre 1768 i 1770. L'any 1770 es va traslladar a Madrid on va estudiar a la Reial Acadèmia de Belles Arts de San Fernando, institució en la qual també va guanyar diversos premis. A Madrid va tenir com a mestres Francisco Bayeu i Mariano Salvador Maella, i hi va rebre la influència decisiva d'Anton Raphael Mengs.
Al voltant de 1778, després de fracassar en l'intent de guanyar el primer premi de pintura de l'Acadèmia de San Fernando, va començar a treballar per als ducs d'Osuna, amb el retrat de María Josefa de la Soledad Alonso de Pimentel Téllez Girón, XII duquessa de Benavente, i muller del duc d'Osuna. Els Osuna van encarregar-li diversos retrats i van obrir-li la porta de l'alta societat madrilenya. El seu origen valencià sembla que va ajudar-li en aquest ascens, atès que la comunitat artística valenciana gaudia aleshores d'un elevat prestigi a la cort.
A partir de 1781 va començar a col·laborar amb Goya, com a ajudant. Va fer moltes còpies de quadres de Goya i es va deixar influir pel seu estil, allunyant-se progressivament del neoclassicisme de Mengs. El 14 de juny de 1800, Carles IV el va nomenar pintor de cambra, el que va fer que la relació amb Goya —aleshores primer pintor de cambra— es fera encara més estreta. El 22 de setembre d'aquest mateix any va ser nomenat Acadèmic de Mèrit de la Reial Acadèmia de Belles Arts de Sant Carles. Manuel de Godoy, privat de rei, esdevingué un dels seus principals protectors. El fet que gairebé durant una dècada, Esteve compaginara la seua activitat de copista de les obres de Goya amb la seua creació original, ha fet que moltes de les seues obres hagen estat atribuïdes en algun moment a Goya. Com a retratista va treballar per a membres de la noblesa, de l'exèrcit, del clergat, acadèmics, banquers i altres personalitats destacades.
Vers 1800 es va independitzar de l'influx de Goya, amb l'execució d'algunes obres característiques per la morbidesa del color, així com alguns retrats del rei Josep I i de membres de la seua cort. Després d'un inicial entusiasme amb el nou règim napoleònic, l'any 1812 es va retirar a València, on va romandre fins a l'any 1815, i on va pintar el retrat de la comtessa de Bureta, heroïna del primer setge de Saragossa i el del duc de l'Infantado, com a heroi de guerra.
Després del retorn de Ferran VII va tornar a Madrid, on va patir un procés de depuració per afrancesat. Tot i ser encara considerat un dels millors retratistes de la cort, a partir de 1815 va començar a ser eclipsat per la figura ascendent de Vicent López i Portaña.
El 20 de setembre de 1819 va sol·licitar la jubilació al monarca, amb renda de 6.000 reals, que li va ser concedida. Va tornar a València, on va morir.

## Obra

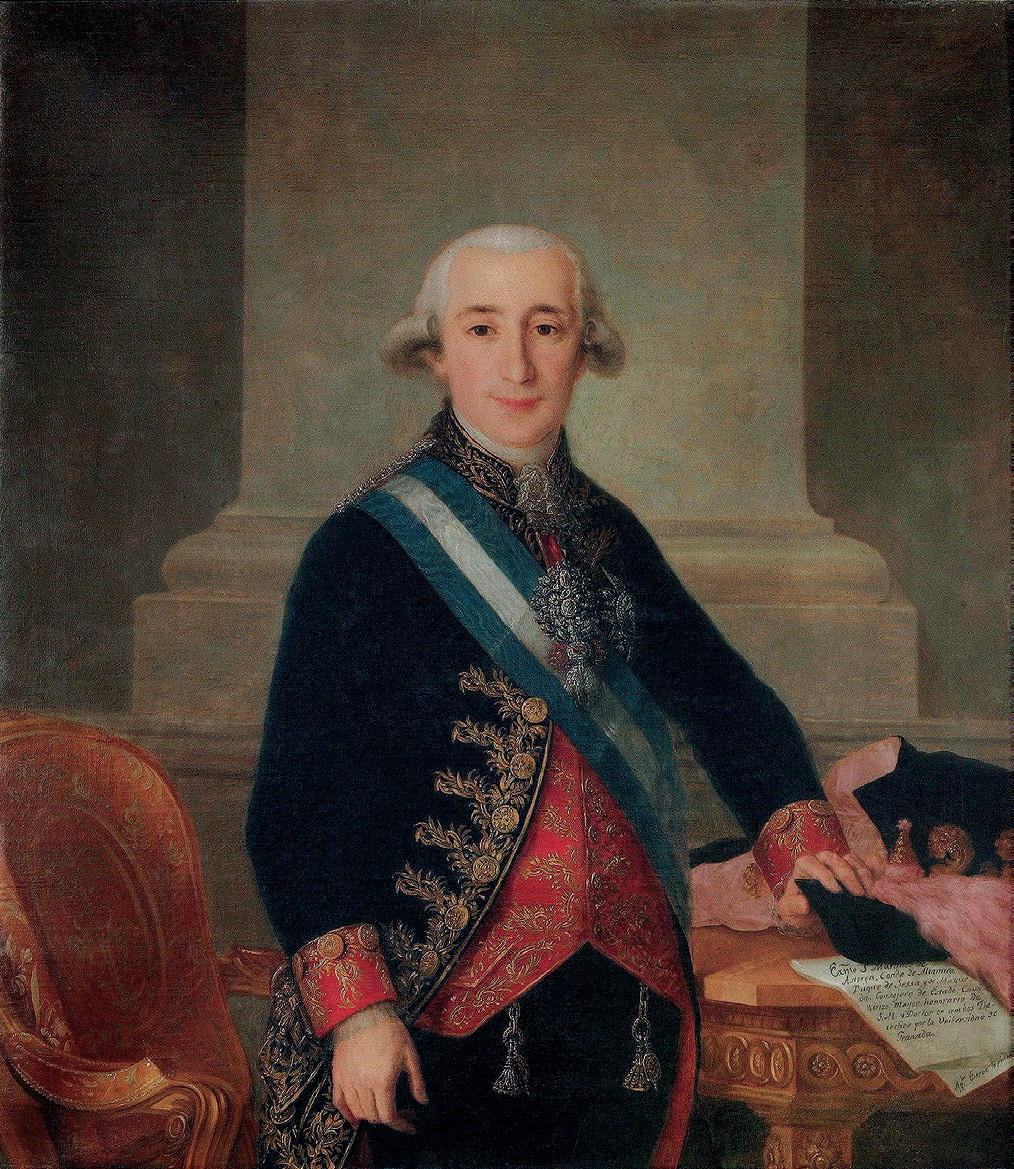
Retrat de Vicente Joaquín Osorio de Moscoso y Álvarez de Toledo, Marquès d'Astorga, ca 1790

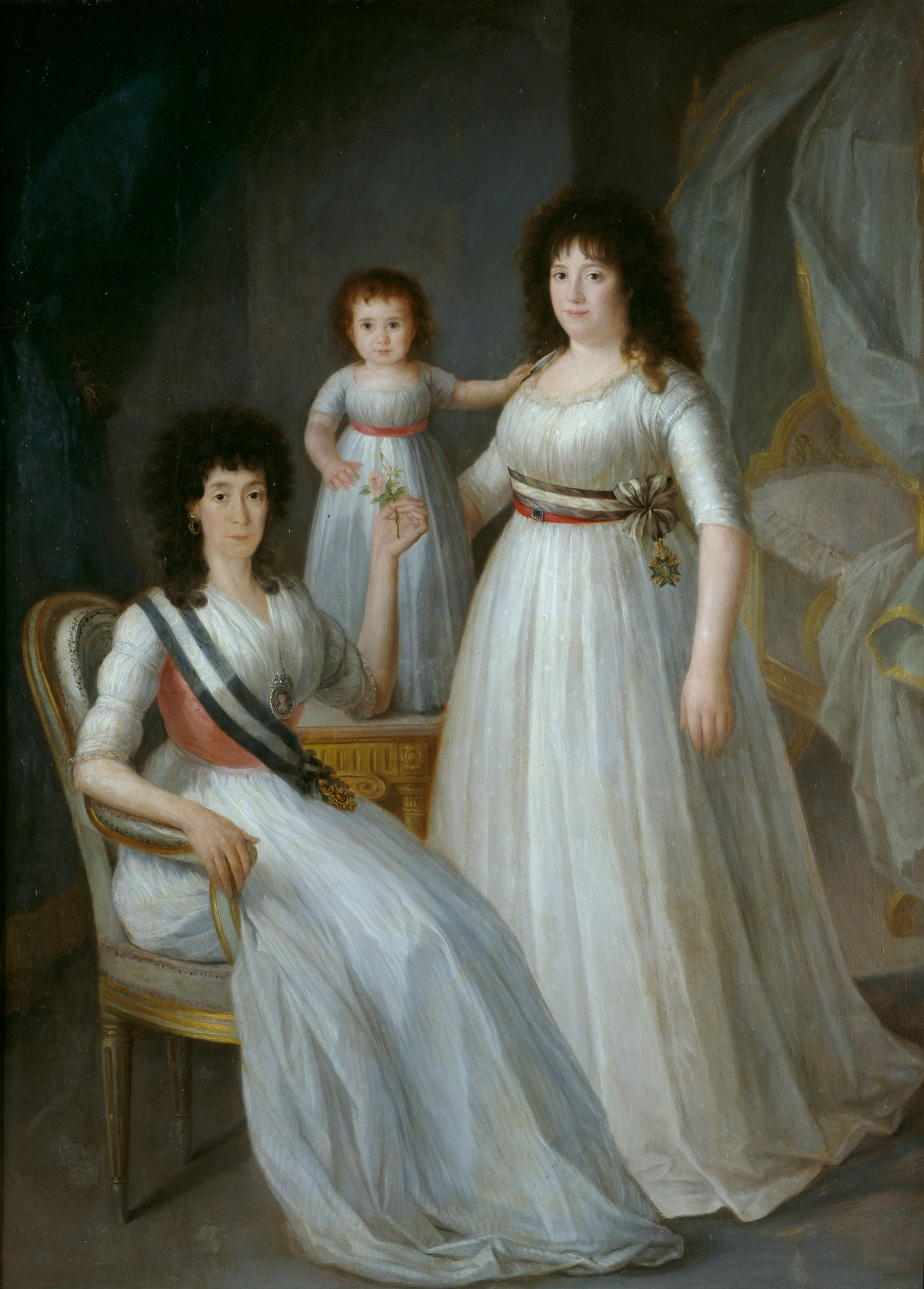
Retrat de la duquessa d'Osuna i una jove, com a Dames de l'Orde de les Dames Nobles de Maria-Lluïsa, acompanyades d'una xiqueta.

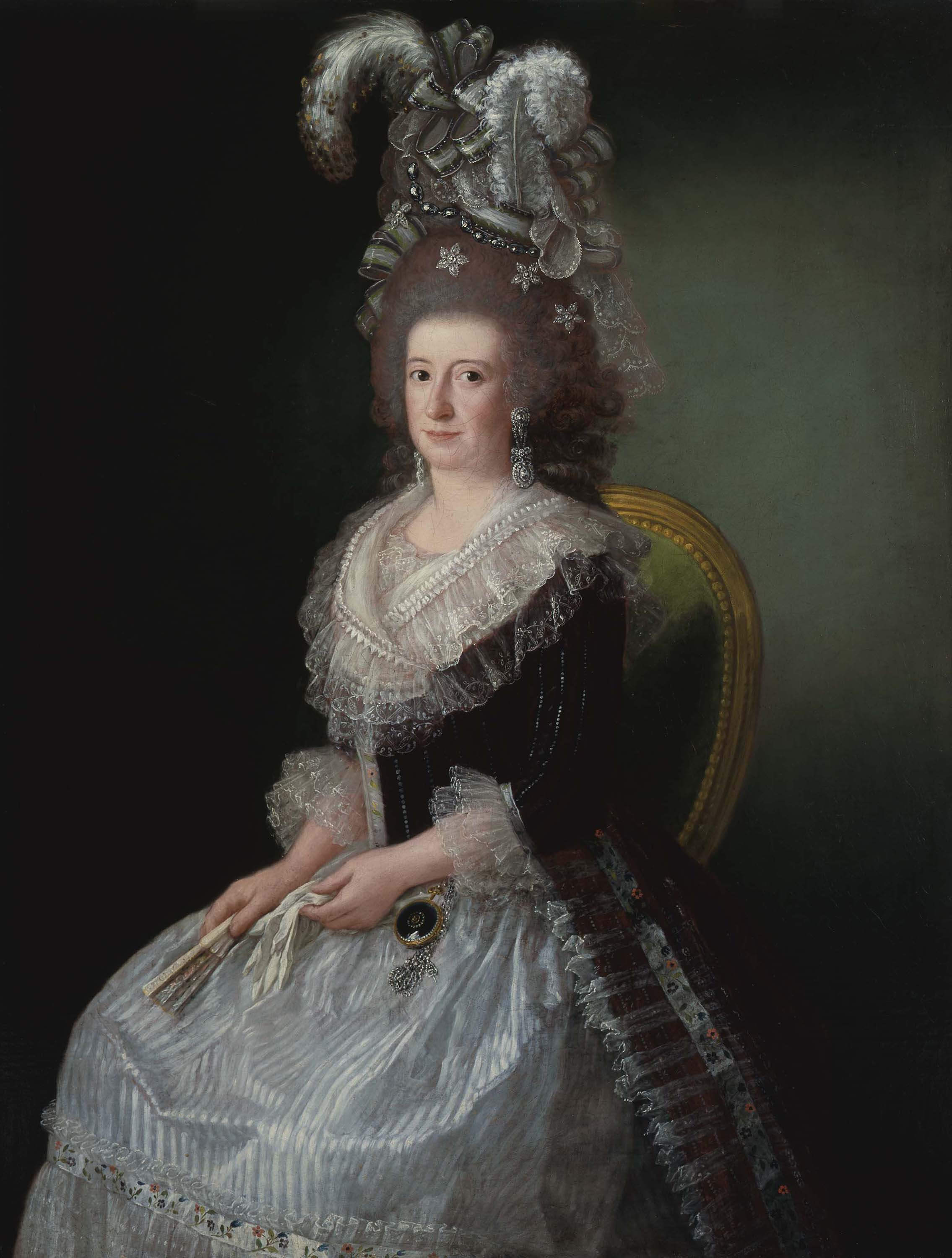
Retrat de Maria Josefa Piscatori, Marquesa de San Andrés.

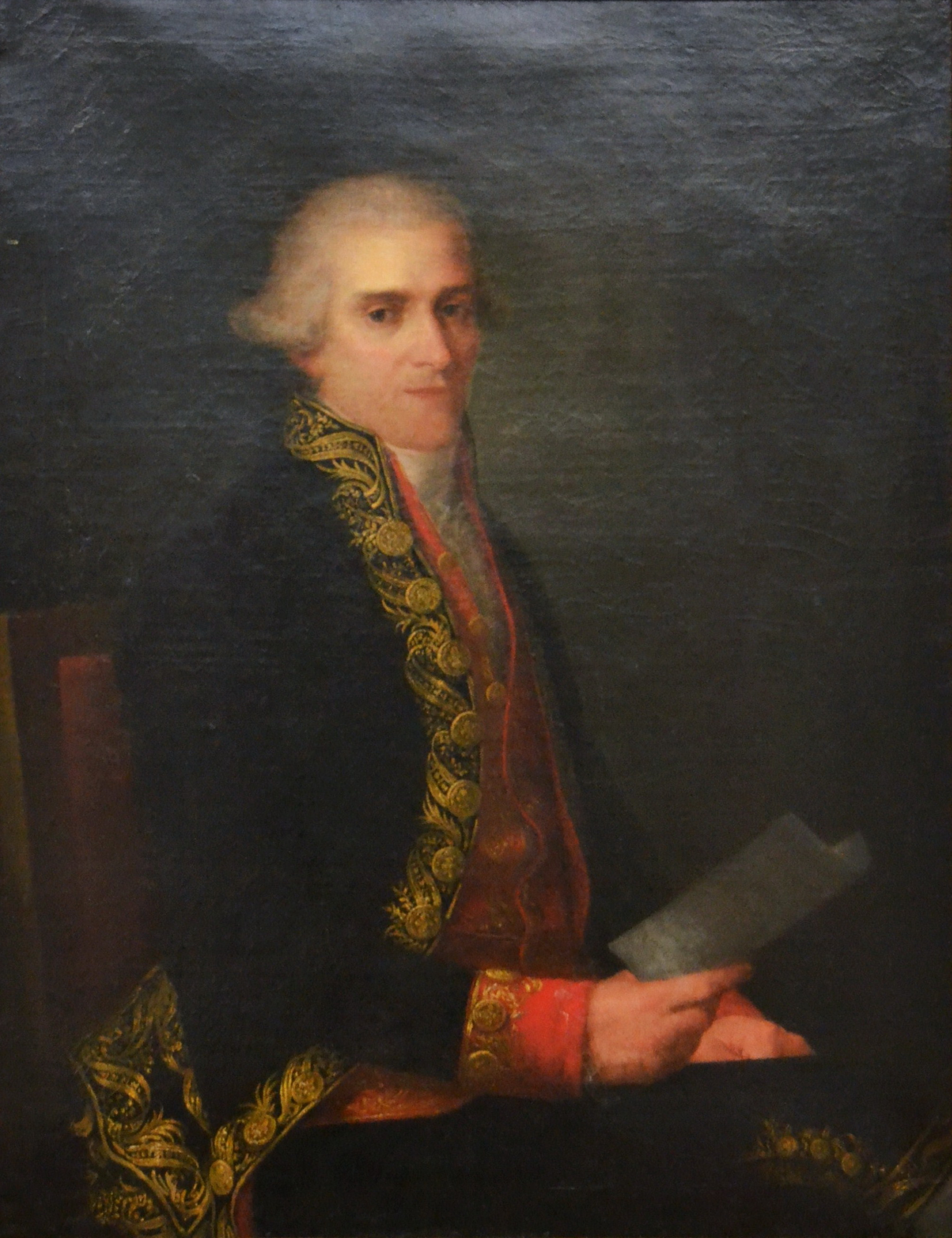
Retrat de l'escultor Josep Esteve i Bonet, Museu de Belles Arts de València.

L'art de retratista d'Esteve es caracteritza per la seua exquisida delicadesa, sense dubtar a l'hora d'endolcir l'expressió dels seus models. Treballa el color amb suaus vetladures fins a obtenir la textura de l'esmalt — tècnica apresa de Mengs i que després també emprarà Vicent López— i amb una especial predilecció per les tonalitats grises i argent. És destacable també el seu ús d'elements decoratius per enriquir el retrat, així com el gust en el detall. Tot i que principalment va destacar com a retratista, també va deixar dibuixos per a gravar i pintura d'història.

### Llista d'obres
(No exhaustiva)
- ~1790 Retrat de Vicente Isabel Osorio de Moscoso y Álvarez de Toledo, Marquès d'Astorga
- 1796-1797 Retrat familiar de la duquessa d'Osuna, com a dama de l'orde de dames nobles de la reina Maria Lluïsa. Museu Romàntic de Madrid (adquirit l'any 2008). Oli sobre llenç. 200 x 150 cm, «Enllaç». [Consulta: 19 juliol 2012].
- ~1798 Retrat de la comtessa de Sástago. Museu Lázaro Galdiano (núm. inv. 2346). Oli sobre llenç. 84,3 x 65,7 cm. / 105 x 87 x 10 cm.
- ~1798 Retrat de donya Joaquina Téllez-Girón, filla dels X ducs d'Osuna. Museu del Prado (inv. 2581). Oli sobre llenç. 190 x 116 cm.
- ~1798 Retrat de dama. Museu del Prado (inv. 6535), en dipòsit al Museu de Belles Arts de Granada com a obra de José Gutiérrez de la Vega
- 1798-1799 Retrat de Carles IV, en uniforme de coronel dels guàrdies de Corps. Museu del Prado (inv. 727). Oli sobre llenç. 207 x 127 cm. Còpia de Goya.
- 1799 Retrat de la reina Maria Lluïsa, amb mantellina. Museu del Prado (inv. 728). Oli sobre llenç. 208 x 127 cm. Còpia de Goya.
- 1805-1810 Muller de Don Francisco Javier de la Vega. Col·lecció particular. Madrid. Oli sobre llenç
- 1805-1810 Retrat de dues xiquetes i un xiquet, de la familia Cabarrús?. Col·lecció particular. Barcelona. Oli sobre llenç
- 1807 Manuel Godoy, Príncep de la Pau, fundant el Reial Institut de Pestalozzi. Museu de la Reial Acadèmia de San Fernando. Oli sobre llenç. 250 x 176 cm. Còpia d'un llenç de Goya.
- 1807 Manuel Godoy, Príncep de la Pau, fundant el Reial Institut de Pestalozzi. Museu de Belles Arts de València (núm. inv. 2681). Oli sobre llenç. 242, 8 x 168, 7 cm. Còpia d'un llenç de Goya (el mateix que en el cas anterior). «Enllaç». [Consulta: 19 juliol 2012].
- 1807 Godoy, Príncep de la Pau com a gran almirall d'Espanya. Col·lecció particular madrilenya. Oli sobre llenç.
- 1806-1808 Godoy, Príncep de la Pau com a gran almirall d'Espanya. Art Institute of Chicago. Oli sobre llenç. 84 x 66 cm. «Enllaç». [Consulta: 19 juliol 2012].
- 1806-1808 Godoy, Príncep de la Pau com a gran almirall d'Espanya. Col·lecció particular madrilenya. Oli sobre llenç.
- 1806-1808 Godoy, Príncep de la Pau com a gran almirall d'Espanya. Museu de la Reial Acadèmia de San Fernando (núm. 196). Oli sobre llenç.
- 1808 Retrat del comte de Puñonrostro. Col·lecció particular. Oli sobre llenç
- 1808-1810 Retrat del comte de Cabarrús. En comerç l'any 2004. Oli sobre llenç. 215 x 140 cm
- 1808-1809 Pedro Alcántara de Toledo i Salm Salm. XIII Duc del Infantado. Diputació provincial de Vitòria (Àlaba). Oli sobre llenç. 130 x 109 cm
- 1809-1812 Cavaller de l'orde del Toisó d'or i de l'orde Bonaparte d'Espanya. Miguel José de Azanza?. Col·lecció particular. Saragossa
- ~1813 Retrat de Mariano San Juan y Pinedo, comte consort de la Cimera. Museu del Prado (inv. 2876). Oli sobre llenç. 128 x 89 cm
- ~1813 La comtessa de Bureta. Col·lecció particular. Madrid. Oli sobre llenç. 82 x 64 cm
- 1813-1814 Retrat de xiquet amb uniforme de reials Guàrdies d'infanteria espanyola. Col·lecció particular. Oli sobre llenç. 145 x 110 cm
- 1813-1814 Retrat de Senyora desconeguda de la casa de Gomar. Col·lecció particular. Madrid. Oli sobre llenç. 105 x 84 cm
- 1814 Retrat de la Duquessa del Parque. Col·lecció particular. Madrid. Oli sobre llenç. 165 x 125 cm
- ~1814 Retrato d'Álvaro de Ulloa. Col·lecció particular de Madrid. Oli sobre llenç. 145 x 110 cm
- ~1814 Xiquet d'uns quatre anys. Col·lecció particular. Madrid.
- ~1814 Retrat de Justo Pastor Pérez y Santestevan. En comerç l'any 2004. Oli sobre llenç. 100 x 78 cm
- ~1815 Retrat de Ferran VII (atribuït). Museu provincial de Sevilla. Oli sobre llenç. 218 x 134 cm
- ~1815 Retrat de xiqueta de quatre anys amb un conill. Col·lecció particular. madrilenya. Oli sobre llenç. 98 x 75 cm
- 1815 Retrat de Ferran VII (atribuït). Ant. Col·lecció Lázaro. Oli sobre llenç. 45, 5 x 36 cm
- 1815 Retrat de Ferran VII. Diputació provincial de Vitòria. Oli sobre llenç. 130 x 109 cm
- 1815 Retrat de Ferran VII a cavall. Oli sobre llenç. Desaparegut
- 1815 Retrat de Carles Maria Isidre a cavall. Oli sobre llenç. Desaparegut
- 1815 Retrat del General Pascual Sebastián Liñan Dolz de Espejo. Col·lecció particular. Madrid. Oli sobre llenç. 115 x 88 cm
- ~1815 Retrat del Cardenal Lluís de Borbó. Catedral de Toledo. Sagristia. Oli sobre llenç
- ~1815 Retrat de Ferran VII (atribuït). Museu provincial de Sevilla. Oli sobre llenç. 218 x 134 cm
- ~1815 Retrat de xiqueta de quatre anys amb un conill. Col·lecció particular. madrilenya. Oli sobre llenç. 98 x 75 cm
- ~1815 Retrat de dos xiquets de tres anys. Col·lecció particular. Madrid. Oli sobre llenç
- ~1815 Xiqueta de tres anys. Col·lecció particular. Madrid. Oli sobre llenç. 80 x 65 cm
- ~1815 Xiqueta amb safata. Col·lecció particular. Madrid. Oli sobre llenç
- ~1815 Cavaller de l'orde de Carles III. Col·lecció particular. Oli sobre llenç. 215 x 160 cm
- ~1815 X comte de Maceda. Col·lecció particular. Madrid
- ~1815 Senyora jove desconeguda cosint. Col·lecció particular. Oli sobre llenç. 70 x 54 cm
- ~1815 Retrat del XV comte de Miranda del Castañar. Col·lecció particular. Oli sobre llenç. 210 x 130 cm
- 1816 Isabel de Bragança. Col·lecció Duc de València. Oli sobre llenç. 230 x 150 cm
- 1816 Isabel de Bragança. Diputació de Navarra (desaparegut). Oli sobre llenç.
- 1816-1818 Retrat de Ferran VII. Col·lecció particular. Oli sobre llenç.
- 1816 Carles Maria Isidre. Museu de la Reial Acadèmia de Belles Arts de San Fernando (núm. 17). Oli sobre llenç. 208 x 130 cm
- 1816 Carles Maria Isidre. Museu Provincial de Sevilla. Sala González Abreu. Oli sobre llenç. 83 x 66 cm
- ~1816 Carles Maria Isidre. Col·lecció particular. Oli sobre llenç. 210 x 131 cm
- ~1816 Maria Francesca d'Assís de Bragança. Reial Acadèmia de Belles Arts de San Fernando (núm. 701). Oli sobre llenç. 84 x 62 cm
- 1816 Maria Francesca d'Assís de Bragança. En comerç l'any 2004
- 1817 Marquès de Cogolludo, infant, amb les seues germanes, les xiquetes de Medinaceli. Col·lecció particular. Sevilla. Oli sobre llenç. 215 x 152 cm
- ~1817 Xiquet de l'anyell. Museu Lázaro Galdiano (núm. 2014). Oli sobre llenç. 125,2 x 96,3 cm. / 142,3 x 114 x 8,5 cm. «Enllaç». [Consulta: 19 juliol 2012].
- ~1817 Militar. Col·lecció particular de Madrid (desaparegut). Oli sobre llenç.
- ~1817 Retrat del comte de Torrejón i el seu fill. En comerç l'any 2004. Oli sobre llenç. 200 x 127 cm
- ~1817 Retrat de Leandro Fernández de Moratín. Col·lecció Lázaro. Oli sobre llenç
- 1818-1820 Home desconegut amb vestimenta civil. Col·lecció particular.
- 1818-1820 Retrat de Diego de Colón de Toledo. Col·lecció particular. Oli sobre llenç. 155 x 103 cm
- Isabel de Bragança. Col·lecció particular madrilenya. Oli sobre llenç. 86 x 64 cm
- Retrat de Martín Álvarez de Sotomayor. Museu del Prado (inv. 7259). Oli sobre llenç. 205 x 146 cm
- Escena d'una comèdia. Museu del Prado (inv. 2573). Oli sobre llenç. 42 x 56 cm